# Palazzago
Palazzago – miejscowość i gmina we Włoszech, w regionie Lombardia, w prowincji Bergamo.
Według danych na styczeń 2009 gminę zamieszkiwało 4097 osób przy gęstości zaludnienia 293,1 os./1 km².